# Temporada 1960 del Campeonato de España de Rally
La temporada 1960 fue la edición 4.ª del Campeonato de España de Rally. Comenzó el 10 de abril en el Rally de los Pirineos y terminó el 6 de noviembre en el Trofeo RACE.

## Calendario
| N.º | Fecha                   | Rally                                              | Superficie     | Series            |
| --- | ----------------------- | -------------------------------------------------- | -------------- | ----------------- |
| 1.  | 10-13 de abril          | 4.º Rally de los Pirineos                          |                | Cataluña          |
| 2.  | 28 de abril - 2 de mayo | 8.º Rally Nacional del RACE                        | Asfalto/tierra |                   |
| 3.  | 17-19 de junio          | 4.º Rallye Cataluña                                |                | Francia, Cataluña |
| 4.  | 9 de octubre            | 4.º Trofeo de Montaña-Circuito Puertos de Castilla |                |                   |
| 5.  | 22-23 de octubre        | 1.º Rallye Perpiñán-Barcelona                      |                |                   |
| 6.  | 6 de noviembre          | 3.º Trofeo RACE                                    |                |                   |

## Resultados
- Resultados incompletos.

| Pos. | Piloto                | PIR | ESP | CAT | MON | DOS | RCE | Ptos. |
| ---- | --------------------- | --- | --- | --- | --- | --- | --- | ----- |
| 1.   | Víctor Sagi           | 2   | 6   | 4   | ?   | 1   | 1   | 43    |
| 2.   | Gerardo de Andrés     |     |     | 8   |     | 3   | 6   | 23    |
| 3    | Mario da Silva        |     | 8   |     |     |     |     | 18    |
| 4.   | Salvador Fábregas     |     | 2   |     |     |     |     | 16    |
| 5.   | Milans del Bosch      | ?   |     |     | ?   |     | 7   | 15    |
| 6.   | Ignacio Baixeras      | 4   |     |     |     |     | 5   | 14    |
| .    | Pablo Menzel          |     | 1   |     |     |     |     | .     |
| .    | Juan Fernández García | 1   |     |     |     |     |     | .     |
| .    | Jesús Saiz Hernández  |     | 3   |     |     |     |     | .     |
| .    | Max Hohenlohe         |     |     | 1   |     |     |     | .     |